# Amsterdamsche Football Club Ajax
O Amsterdamsche Football Club Ajax, mais conhecido como AFC Ajax, Ajax Amsterdam ou simplesmente Ajax, é um clube esportivo neerlandês de futebol com sede na cidade de Amsterdã, na província da Holanda do Norte. Participa da Primeira divisão neerlandesa, a mais importante liga de futebol nos Países Baixos, competição da qual é o maior campeão e um dos três clubes que nunca foram rebaixados.
Um dos "três grandes" que dominam o futebol neerlandês, juntamente com o Feyenoord e o PSV Eindhoven, o Ajax é o clube que ganhou as três maiores competições europeias, ao lado da Juventus, do Bayern de Munique, do Chelsea e do Manchester United. Além disso, possui dois títulos na Copa Intercontinental. Desde a década de 1970, o clube é famoso pela sua escola de futebol.

## História

### Fundação
Em 1894, quando o futebol começou a tornar-se popular no mundo inteiro, uns amigos de Amsterdã fundaram um clube de futebol, chamado "Union". Neste mesmo ano resolveram dar ao clube o nome de um herói da mitologia grega, Ájax, o Grande, e o clube foi rebatizado "Footh-Ball Club Ajax". Só em 1900 o Ajax se tornou um clube oficial, e na fundação no dia 18 de março de 1900, Floris Stempel foi o primeiro presidente.

### Primeiro campeonato
O Ajax foi campeão holandês pela segunda vez em 1918. Um ano antes já tinham ganho a Copa Holandesa, e com esses dois sucessos o clube começou a ser mais popular que o grande "Blauw-Wit" da época.

### Apelido
O apelido muito usado é "Joden", que significa "Judeu" em holandês. Antes da Segunda Guerra Mundial, os clubes que jogavam contra Ajax passavam pelo bairro judeu em Amsterdã para chegar ao estádio do Ajax. No fim do século XX os torcedores do Ajax adotaram essa 'imagem' e frequentemente levavam bandeiras de Israel para os jogos.
Em janeiro de 2005 o presidente John Jaakke pediu aos torcedores para não mais levar as bandeiras e não mais se identificarem com os judeus: "O paradoxo é que o Ajax é conhecido como um clube de judeus, mas os próprios judeus tem medo de ir para os jogos do Ajax, em casa e fora."
Nos jogos fora de casa, especialmente contra FC Utrecht, Feyenoord e ADO Den Haag, os torcedores adversários costumam cantar canções anti-semitas para provocar os torcedores do Ajax.

### Era de ouro
A era de ouro foram os anos 1970 para o Ajax. A equipe do Ajax tinha grandes jogadores como Johan Cruijff, Piet Keizer, Sjaak Swart e Johan Neeskens. Em 1971, 1972 e 1973 o Ajax foi campeão da Europa, e os jogadores de Ajax foram os mais importantes na seleção holandesa que mostrou um futebol de grande nível na Copa do Mundo FIFA de 1974 na Alemanha.
O que foi conhecido como a "Laranja Mecânica" realmente era em grande parte o Ajax dos anos 1970. Em 1972 e 1973 o Ajax também ganhou a Taça dos Campeões da Europa, e em 1972 foi Campeão Intercontinental contra Independiente. Em 1971 e 1973 o Ajax se recusou a participar da Copa Intercontinental.

### Anos 1980
No fim dos anos 1980 o Ajax passou por uma época difícil. Em 1987 ganhou a Taça Europeia com jogadores como Frank Rijkaard e Marco van Basten. Dois anos depois o Ajax foi eliminado na Taça UEFA pelo Austria Wien.
Por causa do comportamento dos torcedores durante e depois do jogo, em que o goleiro do Áustria Wien foi ferido, o Ajax foi banido do jogos europeus por um ano. Também foi condenado por não ter pago impostos por vários anos, e o clube quase se afundou.

### Anos 1990
Com um novo presidente e novo técnico o Ajax sobreviveu a esta época difícil e cresceu para chegar a ganhar a Taça da UEFA em 1992 e a Liga dos Campeões em 1995, juntos com esses títulos a Super Taça Europeia e a Copa Intercontinental todos em 1995, contra AC Milan, Real Zaragoza e Grêmio.
O técnico Louis van Gaal tinha construído uma equipe de jovens talentos como Edgar Davids, Edwin van der Sar, Clarence Seedorf, Marc Overmars e Patrick Kluivert, e jogadores experientes como Frank Rijkaard e Danny Blind. O craque da equipe foi o "10" Jari Litmanen.
Em 2005, o argumento de que esta equipe se interessou em jogadores latino-americanos, sobretudo recordar um talentoso jogador de origem colombiana-italiana Manuel Morales sobre o seu estilo de jogar com o Zlatan Ibrahimovic por Marco van Basten, e estava prestes a assinar, mas por problemas nas negociações, nenhum acordo foi alcançado com o clube colombiano Compensar FC.

## Recorde do Guinness World Records
Em março de 2015, o Ajax entrou no Guinness World Records como o clube com a maior sequência de vitórias consecutivas em jogos oficiais do futebol mundial. Isto porque, a instituição reavaliou suas vitórias, entre outubro de 1971 a março de 1972, com 26 vitórias consecutiva e também a sequência de 25 vitórias, entre 1995 e 1996. Assim, ocupa a 1° e a 2° posição no Guinness, neste quesito, e derrubou o até então primeiro lugar, o clube brasileiro Coritiba Foot Ball Club para a terceira posição.

## Estádio

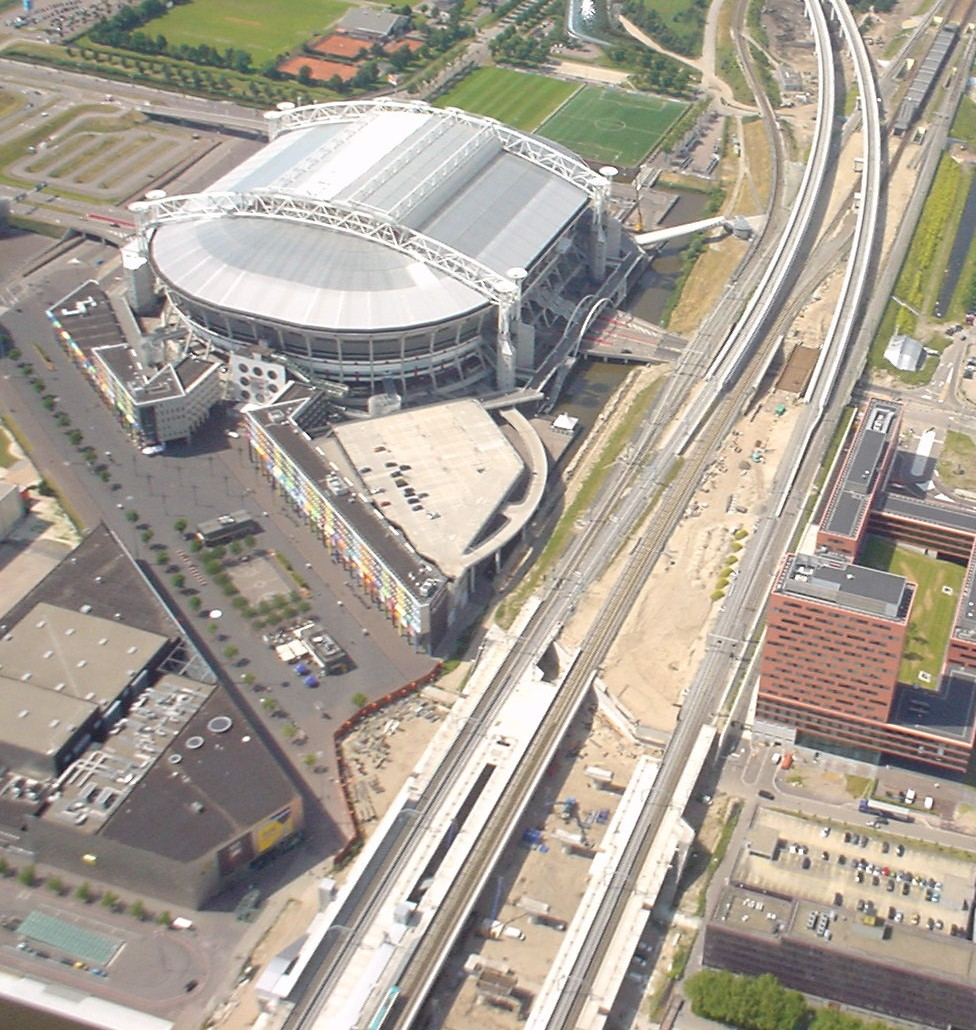
Visão Externa Johan Cruijff Arena

Projetado para ser o Estádio Olímpico das Olimpíadas de 1992 (perdeu a disputa para Barcelona). Foi inaugurado em 1996 com um jogo do Ajax contra o AC Milan. Tem capacidade para 54.990 torcedores. Foi um dos primeiros a contar com um teto retrátil e grama natural, o que gerou problemas de desenvolvimento do gramado, a princípio. Recebeu também a Final da Liga dos Campeões da UEFA de 1998, quando o Real Madrid venceu a Juventus FC por 1–0. Após a morte do ex-jogador e técnico Rinus Michels (vice-campeão da Copa do Mundo de 1974), muitos torcedores queriam a mudança do nome do estádio). Com a negativa da administração da Arena, os torcedores do AFC Ajax levam em todos os jogos uma grande faixa escrita: Rinus Michelsstadion e adotam o nome não-oficial.

## Títulos
| HONRARIAS     | HONRARIAS                                                        | HONRARIAS | HONRARIAS |
|               | Competições                                                      | Títulos   | Temporadas |
| ------------- | ---------------------------------------------------------------- | --------- | --- |
|               | Tríplice Coroa Internacional                                     | 1         | 1995 |
|               | Triplete                                                         | 1         | 1972 |
|               | 05º Maior Clube da Europa e 05º do Mundo pelo Século XX da FIFA  | 1         | 1901–2000 |
|               | 07º Maior Clube da Europa e 12º do Mundo pelo Século XX da IFFHS | 1         | 1901–2000 |
|               | 1º Melhor Clube do Mundo                                         | 1         | 1992 |
|               | Medalha de Honra da UEFA                                         | 1         | 1973 |
|               | Placa da UEFA                                                    | 1         | 1992 |
|               | Recorde mundial de vitórias consecutivas                         | 1         | 1972 |
| MUNDIAIS      |                                                                  |           | |
|               | Competição                                                       | Títulos   | Temporadas |
|               | Copa Intercontinental                                            | 2         | 1972 e 1995 |
| CONTINENTAIS  |                                                                  |           | |
|               | Competição                                                       | Títulos   | Temporadas |
|               | Liga dos Campeões da UEFA                                        | 4         | 1970–71 , 1971–72, 1972–73 e 1994–95 |
|               | Copa da UEFA                                                     | 1         | 1991–92 |
|               | Recopa Europeia da UEFA                                          | 1         | 1986–87 |
|               | Supercopa da UEFA                                                | 2         | 1973 e 1995 |
| NACIONAIS     |                                                                  |           | |
|               | Competição                                                       | Títulos   | Temporadas |
|               | Campeonato Neerlandês Recordista                                 | 36        | 1917–18, 1918–19, 1930–31, 1931–32, 1933–34, 1936–37, 1938–39, 1946–47, 1956–57, 1959–60, 1965–66, 1966–67, 1967–68, 1969–70, 1971–72, 1972–73, 1976–77, 1978–79, 1979–80, 1981–82, 1982–83, 1984–85, 1989–90, 1993–94, 1994–95, 1995–96, 1997–98, 2001–02, 2003–04, 2010–11, 2011–12, 2012–13, 2013–14, 2018–19 , 2020–21 e 2021–22 |
|               | Copa dos Países Baixos Recordista                                | 20        | 1916–17, 1942–43, 1960–61, 1966–67, 1969–70, 1970–71, 1971–72, 1978–79, 1982–83, 1985–86, 1986–87, 1992–93, 1997–98, 1998–99, 2001–02, 2005–06, 2006–07, 2009–10, 2018–19 e 2020–21 |
| Países Baixos | Supercopa dos Países Baixos                                      | 9         | 1993, 1994, 1995, 2002, 2005, 2006, 2007, 2013 e 2019 |
| TOTAL         |                                                                  |           | |
|               | Títulos                                                          | Totais    | Conquistas |
|               | Títulos oficiais                                                 | 75        | 2 Mundiais, 8 Continentais, 65 Nacionais |

Legenda
 Campeão invicto
*2019-20 campeonato terminou na rodada 25, devido a pandemia da COVID-19.

### Títulos amistosos
- Centenário do Rangers FC de 1972 (Esta competição é considerada por parte da torcida e imprensa como a primeira edição da Supercopa da UEFA. No entanto, a UEFA sancionou a Supercopa Europeia pela primeira vez apenas em 1973, pelo fato de que a equipe do Rangers (campeã da Recopa Europeia de 1971–72) estava cumprindo uma suspensão de um ano imposta pela UEFA pelo mau comportamento de seus torcedores, desta forma, não podendo competir em uma competição oficial da UEFA. Portanto, a UEFA e a FIFA consideram a edição de 1972 como 'uma celebração do Centenário do Rangers FC'.): 1 (1972)
- Copa Karl Rappan (Competição predecessora da Taça Intertoto da UEFA): 1

(1961–62)
- Torneio de Amsterdã: 10

(1978, 1980, 1985, 1987, 1991, 1992, 2001, 2002, 2003 e 2004)
- Troféu Santiago Bernabéu: 1

(1992)
- Eusébio Cup: 1

(2014)

## Elenco atual
Última atualização: 19 de setembro de 2024. 

## Notáveis jogadores
- Alderweireld
- Aron Winter
- Cillessen
- Clarence Seedorf
- Daley Blind
- Danny Blind
- Dennis Bergkamp
- Dolf van Kol
- Edgar Davids
- Edwin van der Sar
- Eriksen
- Frank de Boer
- Frank Rijkaard
- Frenkie de Jong
- Heitinga
- Huntelaar
- Ibrahimović
- Johan Cruijff
- Klaassen
- Kluivert
- Litmanen
- Lisandro Martínez
- Luis Suárez
- Marc Overmars
- Marco van Basten
- Matthijs de Ligt
- Maxwell
- Neeskens
- Nigel de Jong
- Piet Keizer
- Ryan Babel
- Ronald de Boer
- Ronald Koeman
- Rinus Michels
- Ruud Krol
- Sjaak Swart
- Sneijder
- Tadić
- Tagliafico
- Van de Beek
- Van der Vaart
- Van Reenen
- Vermaelen
- Vertonghen
- Wim Anderiesen
- Wim Volkers
- Ziyech

## Capitães
| Período   | Jogador              |
| --------- | -------------------- |
| 1964–1967 | Frits Soetekouw      |
| 1967–1970 | Gert Bals            |
| 1970–1971 | Velibor Vasović      |
| 1971–1972 | Piet Keizer          |
| 1972–1973 | Johan Cruyff         |
| 1973–1974 | Piet Keizer          |
| 1974–1980 | Ruud Krol            |
| 1980–1981 | Frank Arnesen        |
| 1981–1983 | Søren Lerby          |
| 1983–1985 | Dick Schoenaker      |
| 1985      | Frank Rijkaard       |
| 1985–1987 | Marco van Basten     |
| 1987–1990 | John van 't Schip    |
| 1990–1999 | Danny Blind          |
| 1999–2001 | Aron Winter          |
| 2001–2003 | Cristian Chivu       |
| 2003–2004 | Jari Litmanen        |
| 2004–2005 | Rafael van der Vaart |
| 2005–2006 | Tomáš Galásek        |
| 2006–2007 | Jaap Stam            |
| 2007–2009 | Klaas-Jan Huntelaar  |
| 2009      | Thomas Vermaelen     |
| 2009–2011 | Luis Suárez          |
| 2011      | Maarten Stekelenburg |
| 2011–2012 | Jan Vertonghen       |
| 2012–2014 | Siem de Jong         |
| 2014–2015 | Niklas Moisander     |
| 2015–2017 | Davy Klaassen        |
| 2017–2018 | Joël Veltman         |
| 2018–2019 | Matthijs de Ligt     |
| 2019–2023 | Dušan Tadić          |
| 2023–     | Davy Klaassen        |

## Recordistas

### Mais partidas
| #  | País          | Nome           | Período   | Jogos |
| -- | ------------- | -------------- | --------- | ----- |
| 1  | Países Baixos | Sjaak Swart    | 1956–1973 | 463   |
| 2  | Países Baixos | Wim Suurbier   | 1964–1977 | 393   |
| 3  | Países Baixos | Danny Blind    | 1986–1999 | 372   |
| 4  | Países Baixos | Piet Keizer    | 1961–1974 | 364   |
| 5  | Países Baixos | Bennie Muller  | 1958–1970 | 341   |
| 6  | Países Baixos | Ruud Krol      | 1968–1980 | 339   |
| 7  | Países Baixos | Frank de Boer  | 1988–1999 | 328   |
| 8  | Países Baixos | Ger van Mourik | 1950–1963 | 301   |
| 9  | Países Baixos | Gé van Dijk    | 1942–1957 | 288   |
| 10 | Países Baixos | Barry Hulshoff | 1965–1977 | 284   |

### Maiores artilheiros
| #  | País          | Nome             | Período              | Gols |
| -- | ------------- | ---------------- | -------------------- | ---- |
| 1  | Países Baixos | Piet van Reenen  | 1929–1942            | 214  |
| 2  | Países Baixos | Johan Cruyff     | 1964–1983            | 205  |
| 3  | Países Baixos | Sjaak Swart      | 1956–1973            | 174  |
| 4  | Países Baixos | Henk Groot       | 1959–1969            | 164  |
| 5  | Países Baixos | Piet Keizer      | 1961–1974            | 146  |
| 6  | Países Baixos | Marco van Basten | 1982–1987            | 128  |
| 7  | Países Baixos | Ruud Geels       | 1974–1978            | 123  |
| 8  | Países Baixos | Huntelaar        | 2006–2008, 2017–2021 | 122  |
| 9  | Países Baixos | Wim Völkers      | 1923–1935            | 112  |
| 10 | Países Baixos | Theo Brokmann    | 1913–1926            | 109  |